# Lingua buginese

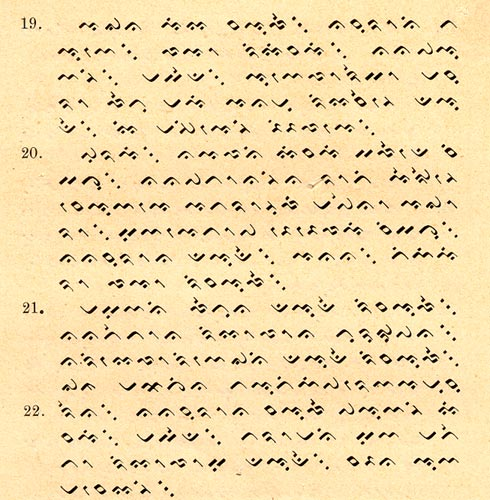
Una pagina della Bibbia in lingua buginese

La lingua buginese è una lingua austronesiana parlata principalmente dai bugis nell'isola di Sulawesi, soprattutto nella parte meridionale, facente parte politicamente alla Repubblica d'Indonesia.

## Storia
Il termine buginese deriva dall'inglese buginese, a sua volta derivato dal malese Bahasa Bugis; in buginese questa lingua è chiamata Basa Ugi, mentre la popolazione che la parla si chiama To Ugi.
Si conosce poco la storia di questa lingua a causa del fatto che si possiedono pochi documenti scritti. Il primo europeo che padroneggiò questo idioma fu Benjamin Frederik Matthes, un linguista olandese, che tradusse la Bibbia in buginese.
Molti buginesi, per via della colonizzazione olandese, scapparono da Sulawesi per rifugiarsi in altre isole. Questo ha portato all'esistenza di gruppi di locutori buginesi in buona parte dell'Indonesia.